# Ololygon alcatraz
Ololygon alcatraz (Syn.: Scinax alcatraz, Hyla catharinae alcatraz) ist ein neotropischer Froschlurch aus der Familie der Laubfrösche (Hylidae). Früher in der Gattung Scinax wurde diese Art der Scinax-catharinae-Klade zugeordnet. Es wurde diskutiert, welchen Umfang diese Klade haben soll und ob sie eine eigene Gattung darstellt, für die der Name Ololygon verfügbar wäre. Im Jahr 2023 wurde nach ausführlichen molekulargenetischen und  morphologischen Untersuchungen die Gattung Ololygon wiedererrichtet.

## Beschreibung
Dieser Knickzehenlaubfrosch besitzt eine Kopf-Rumpf-Länge von nur 20–32 mm, ist jedoch für seine Größe recht robust gebaut. Er ist blass gelbbraun gefärbt und unauffällig gemustert. Der Kopf ist groß, oval und vor und hinter den Augen breiter. Von oben betrachtet spitzt sich die Schnauze nach vorne zu. Der Canthus rostralis ist gerade. Die Augen stehen hervor und sind kleiner als die Entfernung von ihnen bis zur Schnauzenspitze. Das Trommelfell ist sehr ausgeprägt und erreicht etwa 3/8 des Augendurchmessers. Die Zunge ist rund und gekerbt. Die Haftscheiben der Finger und Zehen sind klein und spatelförmig. Zwischen den Zehen besitzt die Art Schwimmhäute, zwischen den Fingern jedoch keine. Eine Schwiele befindet sich unter dem ersten Finger, je eine größere unter dem dritten und vierten. Brust, Bauch und mittlerer Teil der Schenkel sind granuliert.

## Verbreitung
Diese Art ist ein Endemit der Insel Alcatraz (Ilha de Alcatrazes), welche vor der Küste des brasilianischen Bundesstaates São Paulo liegt. Die höchste Stelle der Insel beträgt etwa 100 m ü. NN.

## Lebensraum und Ökologie
Ololygon alcatraz lebt in Primärwäldern und Sekundärwäldern und wurde auch schon in stärker degradiertem Wald gefunden. Das Reproduktionshabitat und die Fortpflanzungsart sind bisher unbekannt. Es wird vermutet, dass sich die Art durch Larvalentwicklung im Wasser vermehrt.

## Gefährdung
Die IUCN listet Ololygon alcatraz als „vom Aussterben bedroht“ (Critically Endangered), weil sein Verbreitungsgebiet auf der Insel je nach Berechnungsart in etwa nur 10–100 km² umfasst. Die Gesamtpopulationsgröße ist unbekannt, jedoch wird von einem rückläufigen Populationstrend ausgegangen. Eine Gesamtpopulationsgrößenschätzung ist notwendig. Früher wurde die Insel zudem als Militärbasis genutzt, was heute jedoch nicht mehr der Fall ist. Obwohl die Insel heute unbewohnt ist, stellen Tourismus und Brände aktuelle Hauptgefährdungen dar, welche zur Einengung und Verschlechterung des Habitats der Art führen. Auf der Insel befindet sich zudem kein Schutzgebiet.

## Synonyme
- Hyla catharinae alcatraz Lutz, 1973
- Scinax alcatraz Peixoto, 1988

Duellman & Wiens (1992) stellten die Art in die Gattung Scinax, 2016 wurde sie in die Gattung Ololygon gestellt, was 2023 in einer ausführlichen Revision betätigt wurde.